# Annie’s Point
Annie’s Point es un telefilme estadounidense de drama de 2005, dirigido por Michael Switzer, escrito por Mike Leonardo, musicalizado por Steve Dorff, en la fotografía estuvo Amit Bhattacharya y los protagonistas son Betty White, Richard Thomas y Amy Davidson, entre otros. Este largometraje fue producido por Larry Levinson Productions y se estrenó el 22 de enero de 2005.

## Sinopsis
El marido de una anciana falleció recientemente, ella está dispuesta a llevar a cabo el último deseo de su esposo, arrojar sus cenizas en un acantilado al que denominaron Annie's Point. El viaje hasta ese sitio va a ser muy especial.